# Thesium thamnus
Thesium thamnus är en sandelträdsväxtart som beskrevs av Robyns & Lawalree. Thesium thamnus ingår i släktet spindelörter, och familjen sandelträdsväxter. Inga underarter finns listade i Catalogue of Life.